# الهيكل التنظيمي للقوات المسلحة (مصر)
يوضح الرسم أدناه الهيكل التنظيمي للجيش المصري، مع التركيز على إطاره العملياتي.
تتبع وزارة الدفاع هيئة العمليات العسكرية ومقرها القاهرة. ويعمل رئيس أركان حرب القوات المسلحة من القاهرة ويتولى منصب رئيس أركان الجيش. رسميًا، يشغل هذا الشخص أيضًا منصب رئيس أركان القوات الجوية والبحرية. ومع ذلك، يبدو أن قادة هذين الفرعين غالباً ما يقدمون تقاريرهم مباشرة إلى وزير الدفاع/القائد الأعلى للقوات المسلحة. ويشرف مكتب رئيس الأركان على أربع مناطق عسكرية، والقيادة الموحدة شرق القناة، التي تشرف بدورها على الجيشين الميدانيين.

## الهيكل التنظيمي

### المنطقة المركزية العسكرية
- مقر المنطقة العسكرية المركزية: مصر الجديدة، القاهرة الكبرى
  - المقر الميداني في مصر الجديدة
  - المقر الميداني في القناطر الخيرية
    - المقر الميداني الفرعي في طنطا
    - المقر الميداني الفرعي في الزقازيق

  - المقر الميداني في الفيوم
  - المقر الميداني في بني سويف

### المنطقة الشمالية العسكرية
- المقر الرئيسي للمنطقة العسكرية الشمالية في الإسكندرية
  - المقر الميداني في  الإسكندرية
    - المقر الميداني الفرعي في أبو قير
    - المقر الميداني الفرعي في مريوط

  - المقر الميداني في رشيد
  - المقر الميداني في دمياط

### قوات شرق القناة
- المقر الرئيسي لقوات شرق القناة في السويس
  - المقر الميداني في بورسعيد، المنطقة العسكرية شمال قناة السويس
  - المقر الميداني في الإسماعيلية، المنطقة العسكرية بوسط قناة السويس
  - المقر الميداني في المنصورة، منطقة شرق الدلتا العسكرية
  - المقر الميداني في السويس، المنطقة العسكرية بجنوب قناة السويس
  - المقر الميداني للمنطقة العسكرية لطريق القاهرة السويس السريع
  - المقر الميداني في الغردقة، منطقة البحر الأحمر العسكرية

### المنطقة الغربية العسكرية
- المقر الرئيسي في مرسى مطروح
  - المقر الميداني في سيدي براني
  - المقر الميداني في مرسى مطروح
  - المقر الميداني في السلوم

### المنطقة الجنوبية العسكرية
- المقر الرئيسي في أسيوط
  - المقر الميداني في المنيا
  - المقر الميداني في قنا
  - المقر الميداني في سوهاج
  - المقر الميداني في أسوان

## الجيوش الميدانية
- الجيش الثاني الميداني: المقر الرئيسي في الاسماعيلية (المقر الرئيسي القيادة والمقر الرئيسي الميداني)
  - فيلق 1:المقر الرئيسي الميداني في بورسعيد، وشمال المنطقة العسكرية قناة السويس
    - 1 الفرقة (21) مدرعة
    - 1 قسم (7) ميكانيكي (فرقة المشاة 2 سابقا)
    - 2 كتائب (122 و123) مدفعية ميدانية
    - 1 اللواء (412) المحمول جوا
    - 1 فوج (117) القوات الخاصة

  - فيلق 2: المقر الرئيسي الميداني في الاسماعيلية، المنطقة العسكرية الوسطى قناة السويس
    - 1 الفرقة (4) مدرعة
    - 1 قسم (17) ميكانيكي
    - 2 كتائب (124 و125) مدفعية ميدانية
    - 1 فوج (123) القوات الخاصة

  - فيلق 3: المقر الرئيسي الميداني في المنصورة، الدقهلية، شرق الدلتا المنطقة العسكرية
    - 1 الفرقة (6) مدرعة
    - 1 قسم (19) ميكانيكي
    - 1 اللواء (219) مشاة
    - 1 كتائب (126) مدفعية ميدانية
    - 1 اللواء (815) هاون
    - 1 فوج (153) القوات الخاصة
- الجيش الثالث الميداني: المقر الرئيسي في السويس (المقر الرئيسي القيادة والمقر الرئيسي الميداني)
  - فيلق 1: المقر الرئيسي الميداني في القاهرة السويس الطريق السريع المنطقة العسكرية
    - 1 الفرقة (9) مدرعة
    - 1 قسم (23) ميكانيكي
    - 1 اللواء (94) ميكانيكي
    - 1 اللواء (127) مدفعية ميدانية
    - 1 اللواء (224) المحمول جوا
    - 1 فوج (159) القوات الخاصة

  - فيلق 2: المقر الرئيسي الميداني في السويس، المنطقة العسكرية قناة السويس
    - 1 قسم (36) ميكانيكي
    - 1 اللواء (44) مدرعة
    - 2 كتائب (128 و129) مدفعية ميدانية
    - 1 اللواء (816) هاون
    - 1 فوج (141) القوات الخاصة

  - فيلق 3: المقر الرئيسي الميداني في الغردقة، البحر الأحمر المنطقة العسكرية
    - 1 قسم (16) ميكانيكي
    - 1 اللواء (82) مدرعة
    - 2 كتائب (110 وال111) ميكانيكي (سابقا اللواء 130 برمائي)
    - 1 اللواء (130) مدفعية ميدانية
    - 1 فوج (147) القوات الخاصة